# Paradestraße (métro de Berlin)
Paradestraße est une station de la ligne 6 du métro de Berlin, dans le quartier de Tempelhof.

## Géographie
La station se situe le long de Tempelhofer Damm, en face de Paradestraße.

## Histoire
La station fait partie à son ouverture le 10 septembre 1927 de l'extension de la ligne C vers la gare de Tempelhof. Les sorties doivent permettre l'accès à l'aéroport.
Au cours des années 1930, l'aéroport déjà trop petit est reconstruit. En janvier 1937, la station est renommée d'après l'ancienne place de parade de la garnison berlinoise sur le champ de Tempelhof. La prochaine station au nord prend le nom de Flughafen. Les sorties vers l'aéroport de la station Paradestrasse sont fermées et le porche considérablement réduit ; la partie fermée est prêtée par la BVG comme champ de tir.
En 1946, on souhaite donner le nom de Franz-Werfel-Straße, mais le projet n'est pas retenu.
En 1989 et 1990, un nouveau carrelage dessinée par Gabriele Stirl est posée.

## Correspondances
La station de métro n'a aucune correspondance avec une ligne de la BVG.